# Beniaján
Beniaján es una localidad española del municipio de Murcia, en la Región de Murcia. Se emplaza en la Huerta de Murcia, al pie de la extensa sierra que cierra el valle del río Segura por el sur, justo donde el Puerto del Garruchal abre uno de los pasos naturales que comunica con la depresión litoral del Mar Menor. Cuenta con una población de 11 373 habitantes (INE 2021) y una extensión de 13,924 km². Se encuentra a unos 5 km del centro de la capital, en el centro del área subcomarcal denominada Cordillera Sur.
Su término, además del propio núcleo de Beniaján, incluye las barriadas y caseríos de: Rincón de Villanueva, La Azacaya, Los Casinos, Camino de los Pinos, El Bojar, Cañarejo de Beniaján, Casas de la Trinidad y parte de El Secano.
Desde finales del siglo XIX, Beniaján empezó a ser conocido a nivel internacional por la abundante producción de cítricos que exporta a todo el mundo, actividad industrial muy arraigada en la localidad y de la que ha sido y es todo un referente. Su fama regional también ha venido ligada, en gran medida, a la tradición musical de Beniaján: esta villa ha sido cuna y escuela de numerosos músicos de banda y orquesta de la Región de Murcia.

## Topónimo
Beniaján podría proceder de Beni Hasam ("los hijos de Hassan") o como sostenía Juan Bernal Segura, podría derivar de Beni Aáy-yan (amasadores de harina, cal, yeso, etc), dado además, que en la cercana sierra de Columbares hubo abundantes yacimientos de sulfatos de cal hidratados, materia prima del que se obtiene el yeso. En la actualidad, aún perduran varios hornos para fabricar yeso.

## Geografía

Beniaján en la comarca de la Huerta de Murcia

El territorio beniajanense limita con las siguientes pedanías del municipio de Murcia:
- al norte: Llano de Brujas y Puente Tocinos
- al sur: Cañadas de San Pedro y Algezares
- al oeste: Los Dolores, San José de la Vega y Los Garres
- al este: Torreagüera y Cañadas de San Pedro

## Medio físico y espacios naturales
- Yacimiento arqueológico de Puntarrón Chico, asentamiento argárico protegido como BIC.
- Boquera de Tiñosa. Sistema de aprovechamiento de las aguas de avenida de la rambla del Garruchal utilizado desde época romana, ampliado por los árabes y en uso permanente para el riego de la zona desde época medieval.
- Cruz del Pichacho, en la sierra de la Cañisola: privilegiado mirador sobre la vega del Segura y el puerto del Garruchal.
- Senda del Gavilán: ruta de montaña que parte del barrio de El Bojar y asciende hasta la aldea abandonada de El Mono; una zona donde, además de valores paisajísticos, se encuentran históricas canteras y minas de yeso explotadas desde época árabe.
- El Llano o Secadero: coronando la ladera de la Fuente del Cura, gran explanada que antiguamente servía para secar cortezas de agrios y desde la que se divisan bonitas panorámicas.
- Parque Regional de "El Valle y Carrascoy", espacio protegido de montaña con gran riqueza natural y paisajística.
- Puerto y rambla del Garruchal, formando parte de una zona especial de protección de aves (ZEPA) por la especial presencia de búho real.
- Confluencia de los ríos Segura y Guadalentín (paraje de huerta tradicional).

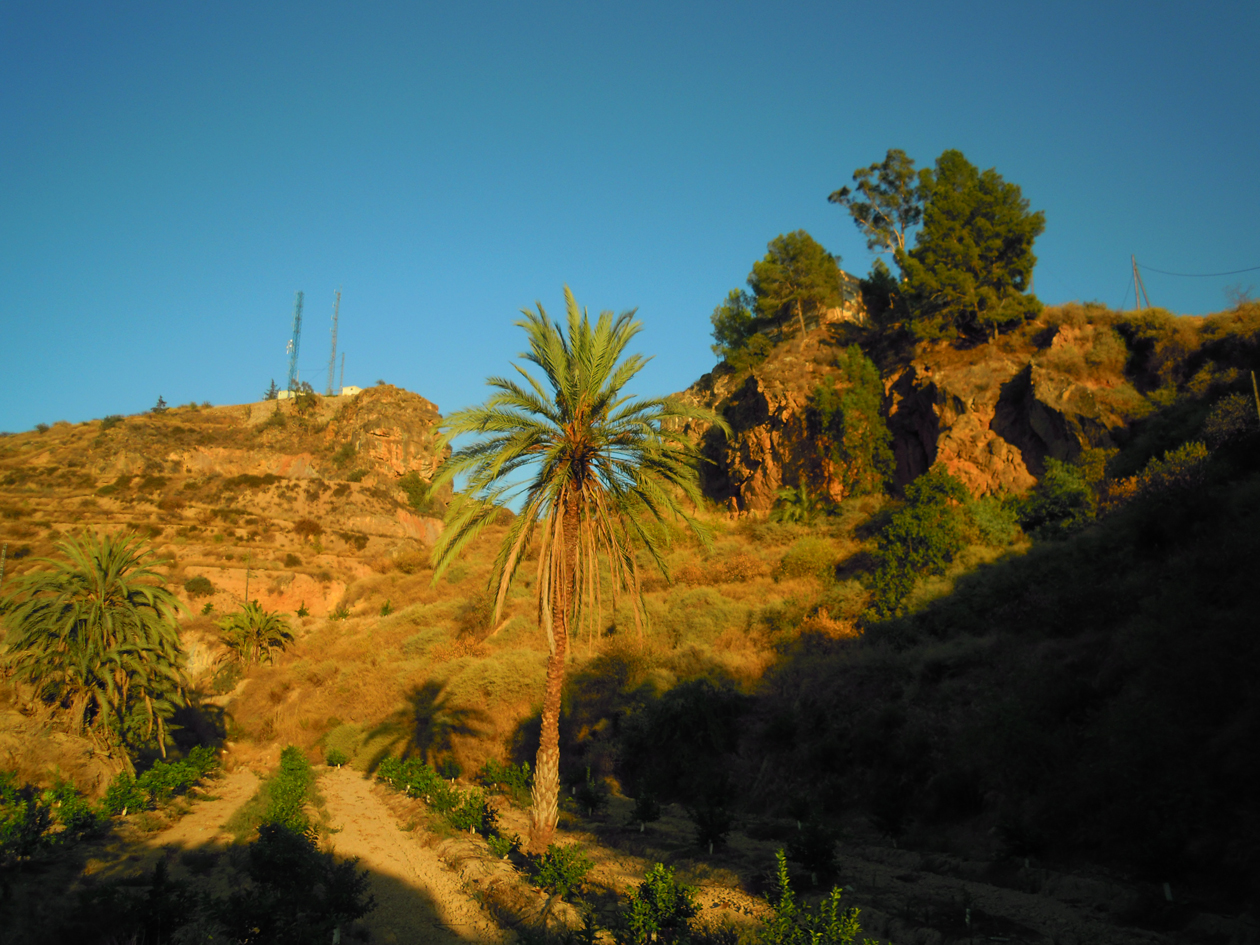
Paraje natural a las afueras de la localidad
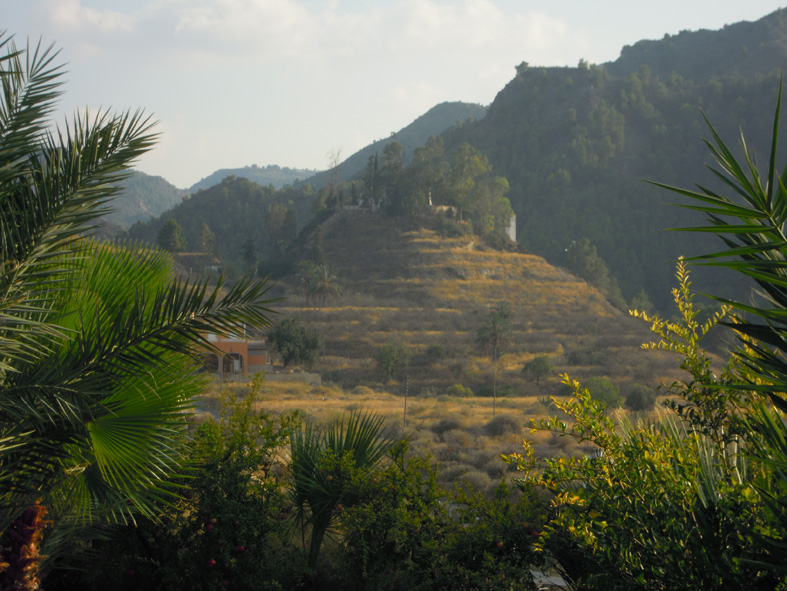
El Puntarrón Chico.
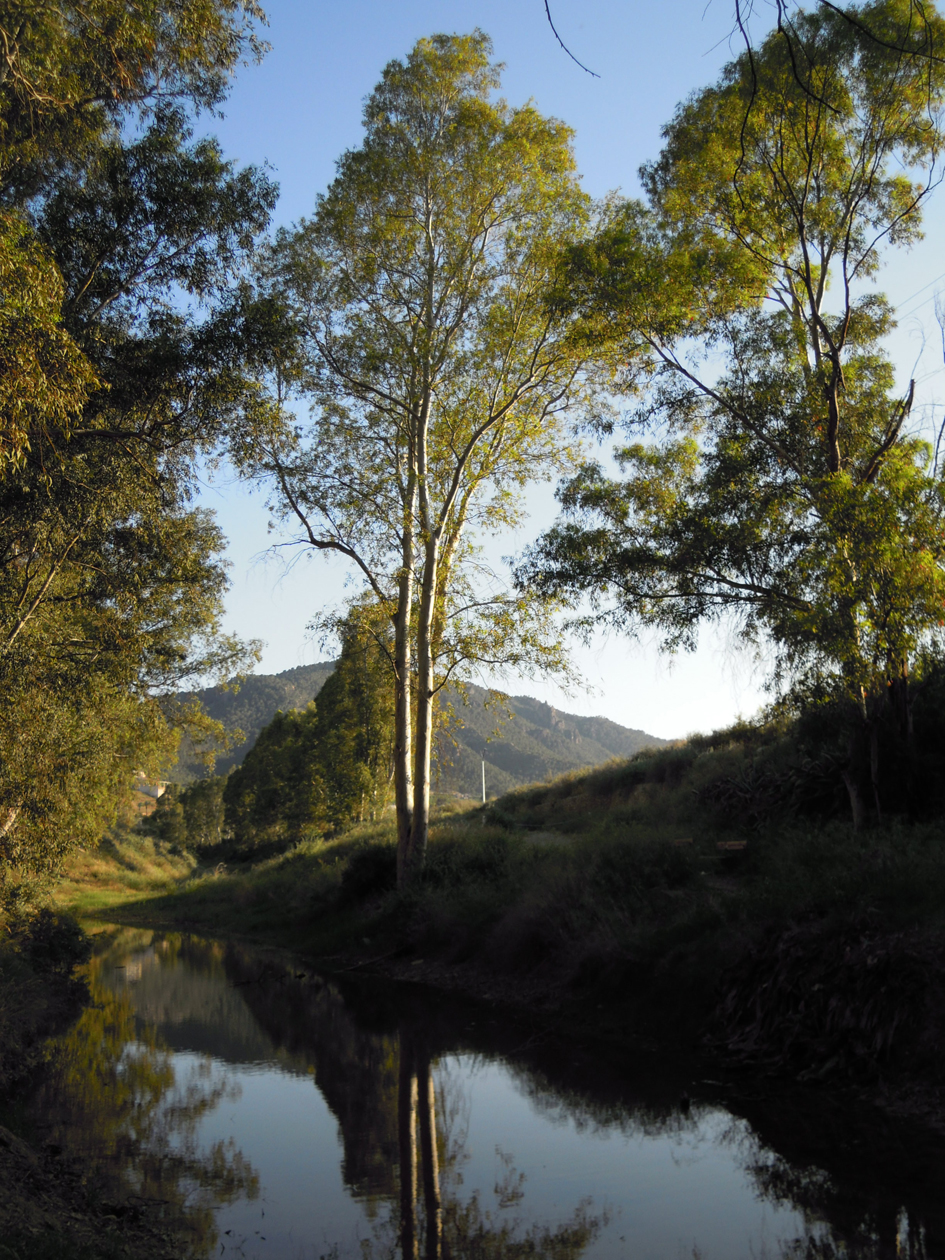
Rambla del Garruchal a su paso por Beniaján.
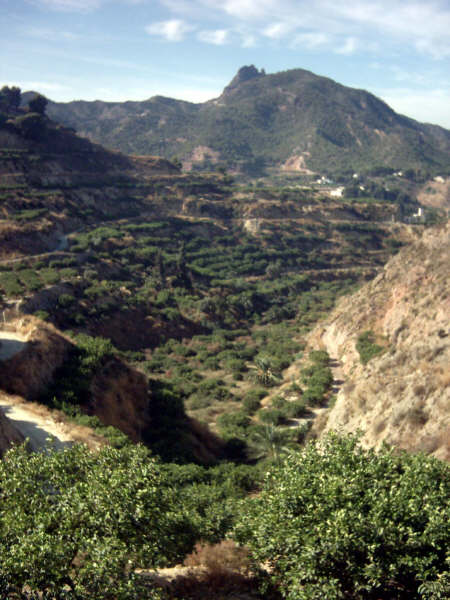
Vista de la sierra beniajarense.

## Historia

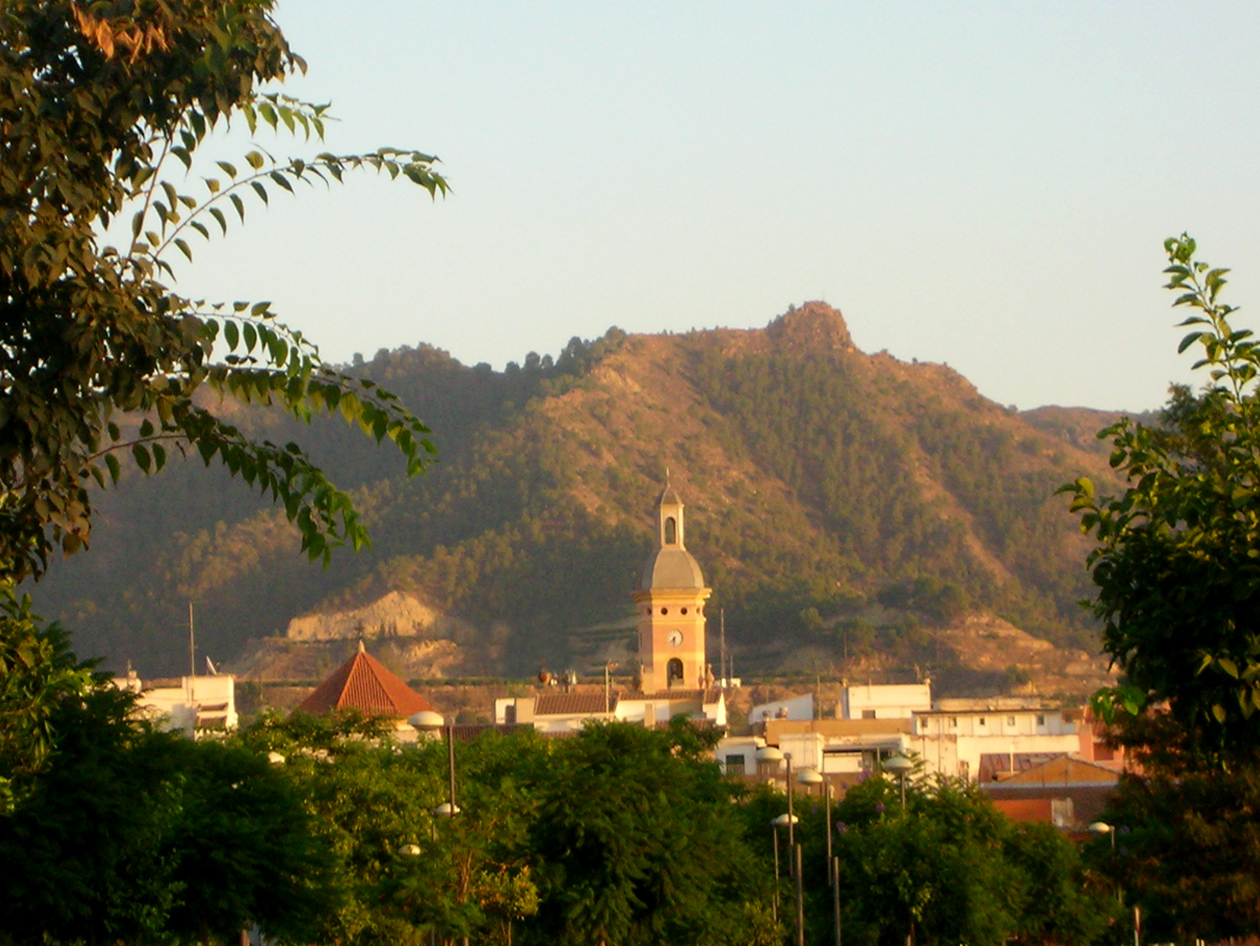
Panorámica del pueblo, presidido por la torre de San Juan. Al fondo, el popular monte denominado Picacho

Aunque son varios los yacimientos arqueológicos argáricos e íberos que salpican la zona (principalmente en el Puerto del Garruchal, como el poblado de Puntarrón Chico), los orígenes históricos de Beniaján como núcleo consolidado se remontan a la época romana, cuando fue fundada una primera población al pie de la serranía bajo la denominación de Vila-Nova. 
Siglos más tarde los árabes levantarían sobre ella Benihazram o Aben Hazarani, núcleo musulmán reconquistado por las tropas cristianas en el siglo XIII y del que ha evolucionado finalmente el Beniaján de nuestros días. En el siglo XIII, Beniaján es mencionado como un heredamiento de la "zona de huerta", dependiente de la jurisdicción de Murcia y de su cabildo. En 1272, Alfonso X reemplazó una renta de 10.000 monedas anuales, otorgada al obispo y al Cabildo de Cartagena, por la adjudicación de diez alcarrias, entre las que figuraba Beniaján Sin embargo, a través del Privilegio de 15 de abril de 1310, esta adjudicación se permutó por otra de 300 alfabas de heredamiento en otras áreas de la huerta.
En el año 1474 se firma el acta fundacional del Heredamiento de Beniaján, bajo cuyas ordenanzas se ha venido regulando hasta hoy la distribución de las aguas de la Acequia de Beniaján, una de las más importantes del sistema general de riego en la Huerta de Murcia. Este canal, de reminiscencias árabes y vital en el desarrollo agrario de la Cordillera Sur, parte de la Acequia Mayor Alquibla en la zona de Aljucer para morir en la Boquera de Tabala (Zeneta), después de recorrer un trazado de casi 20 kilómetros.
El pueblo de Beniaján se encontraba originariamente junto al lugar donde hoy se produce la confluencia del Guadalentín y el Segura, en el paraje denominado 'El Viñazo', un enclave frecuentemente asolado por las riadas; ello motivó que, desde la Reconquista hasta bien entrado el siglo XVI, se produjera un lento y paulatino traslado del núcleo urbano hasta el emplazamiento que hoy ocupa, algo más elevado. Es precisamente en esta época cuando se enraiza en el lugar una profunda y creciente devoción por la Nuestra Señora del Carmen, Patrona de Beniaján, la que hoy es patrona de la localidad. En 1587, la parroquia de Beniaján tenía una pila y cuarenta vecinos (cabezas de familia, lo que equivalía a unos 200 habitantes).
El siglo XVII supuso ya un periodo de gran riqueza y despegue económico, pues todas las tierras de la Cordillera Sur quedaron bajo la jurisdicción de la villa, consolidándose ya como pujante núcleo de la Vega. A la explotación agrícola de sus tierras se unió la afamada industria sedera, así como la implantación de molinos y pequeñas fábricas de yeso, madera e incluso licores. El templo arciprestal de san Juan Bautista, erigido entonces, supone una clara muestra de este esplendor que se prolongará a lo largo de todo siglo XVIII.
Durante el tiempo que estuvo en vigor la Constitución de Cádiz, así como a partir del Trienio Liberal y hasta mediados del siglo XIX, Beniaján pudo disfrutar de la siempre ansiada autonomía municipal, independencia que acabó perdiendo definitivamente por las fuertes presiones económicas ejercidas desde la capital. En estos años nace también el llamado Cantonalismo: Antonio Gálvez Arce, máximo representante de este revolucionario movimiento político en Levante, es una figura clave en la historia local del último tercio del siglo XIX, ya que su vida transcurriría en esta zona, gran parte de sus seguidores eran beniajanenses y acabó convirtiendo a Beniaján en uno de los bastiones de defensa del murcianismo a nivel nacional.

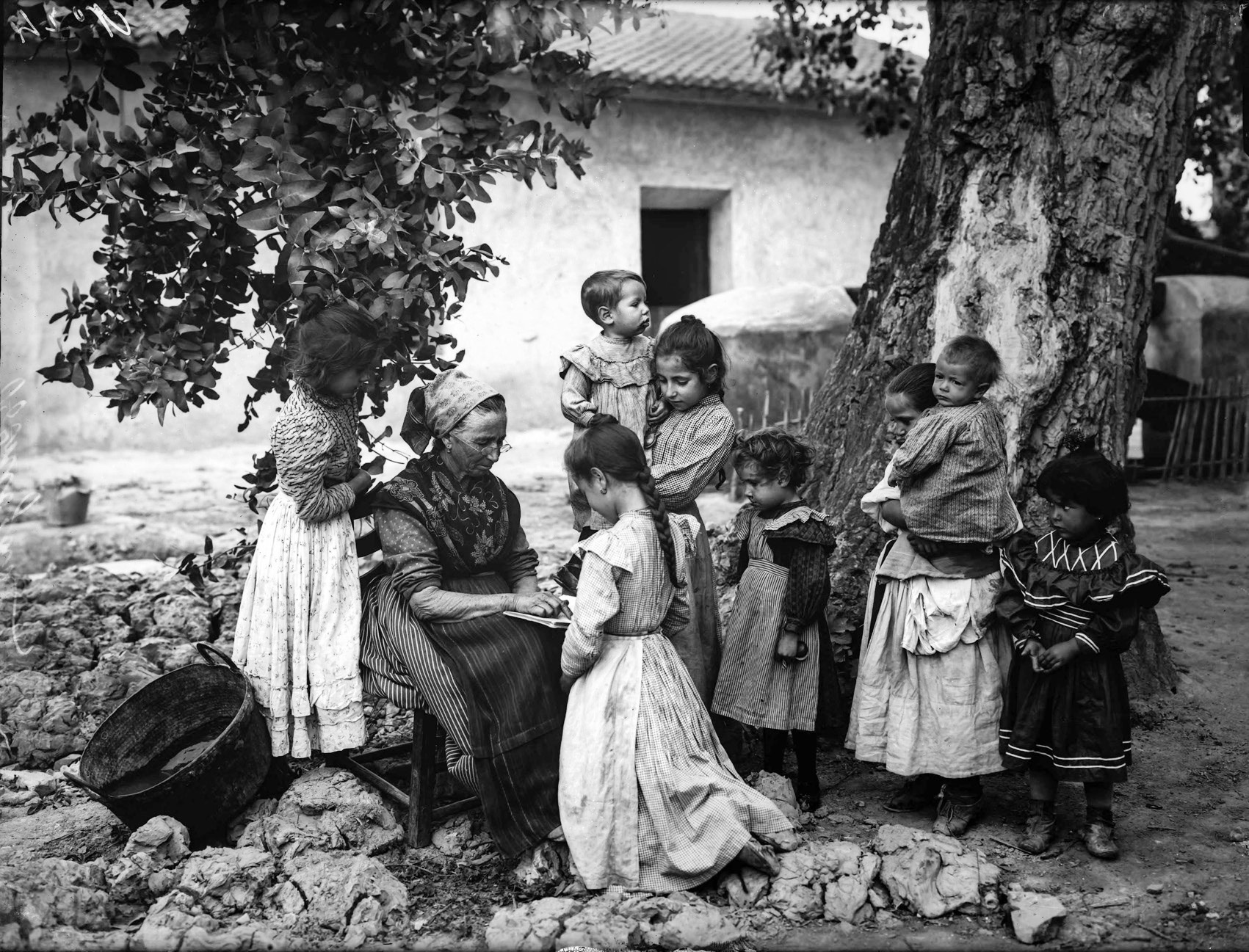
Lección de lectura en Beniaján hacia 1899. Fotografía de Kâulak.

En 1863 llega a Beniaján el ferrocarril, impulsando un desarrollo económico de la localidad sin precedentes en toda la Región. Aparecen nuevas industrias, especialmente las dedicadas a los derivados de la agricultura, y surge el fenómeno de la exportación hortofrutícola a niveles internacionales ya en los albores del siglo XX. Solo la guerra civil española supuso un punto de inflexión en esta pujanza que llega hasta nuestros días, donde una enriquecedora trayectoria comercial y cultural avanza en paralelo al desarrollo industrial y social del Beniaján de hoy.
Sin embargo, el crecimiento urbano está llegando a cotas consideradas por los grupos ecologistas como insostenible, y la tradicional huerta de Beniaján viene sufriendo sus efectos. También la industria ha tenido que salir de la localidad por la presión urbanística, ya que Beniaján se ha convertido en zona con un destacado atractivo residencial dentro de la comarca.
En el año 2009, el ferrocarril en Beniaján se suspende permanentemente.

## Demografía
| 1836 | 1840 | 1845 | 1950 | 1970 | 1991 | 2002 | 2005 | 2008   | 2009   | 2010   | 2011   | 2012   | 2013   | 2016   | 2019   |
| ---- | ---- | ---- | ---- | ---- | ---- | ---- | ---- | ------ | ------ | ------ | ------ | ------ | ------ | ------ | ------ |
| 2906 | 2368 | 2408 | 3250 | 3540 | 4615 | 6665 | 9812 | 10 975 | 11 156 | 11 233 | 11 132 | 11 106 | 10 908 | 10 977 | 11 197 |

## Lugares de interés

### Culturales

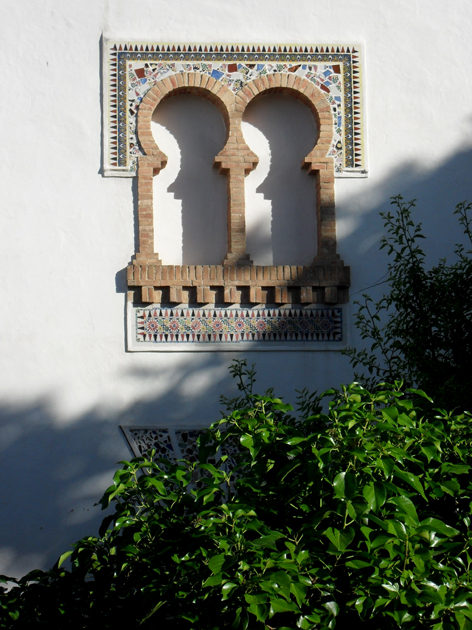
Casa Árabe (o de Pacorro)

- Auditorio y Centro de Artes Escénicas "Sebastián Gálvez Arce".
- Círculo Agrícola Beniajanense (Casino), centro sociocultural de gran arraigo en la localidad desde su fundación en 1923.
- Palacete de Pelegrín (edificio modernista que aloja las dependencias del Ayuntamiento).
- La Estación (espacio cultural y expositivo en las antiguas instalaciones ferroviarias).
- Casa Árabe (palacete rural del siglo XIX, con motivos ornamentales arábicos).
- Centro Cultural "La Azacaya".
- Centro social de mayores "Dolores Tomás".
- Centro de la Mujer "María Séiquer" de El Bojar.
- La Barraca (sede de la asociación folclórica "El Azahar", museo costumbrista).
- Peña Huertana "El Azahar".
- Peña Huertana "El Celemín".
- Peña Huertana "La Parranda".
- Ecomuseo Gastronómico "El Bojar".
- Centro Medioambiental "Fuente de Columbares".
- Centro de la Mujer "8 de Marzo".

### Religiosos

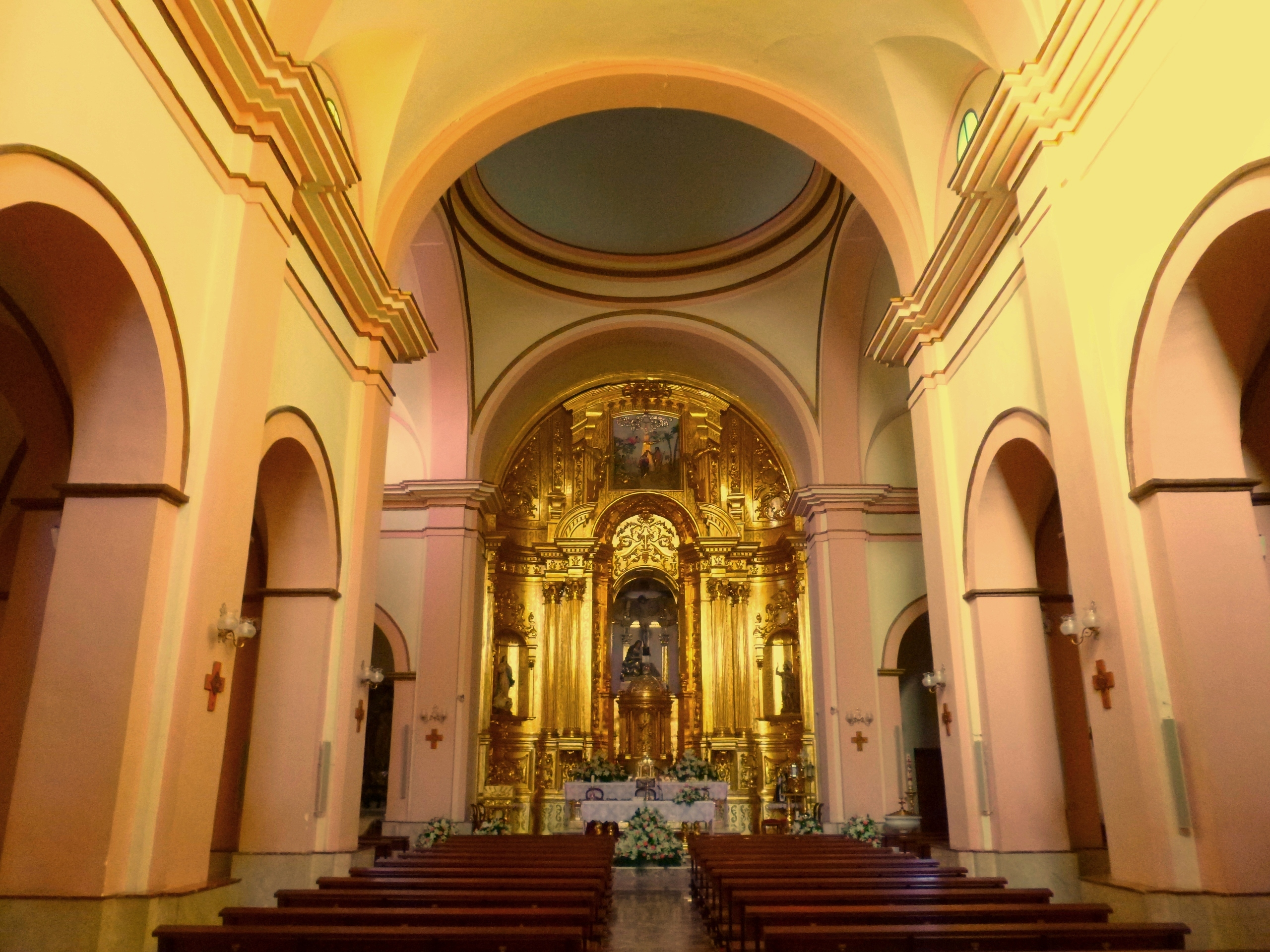
Interior de la iglesia de San Juan Bautista

- Iglesia Arciprestal de San Juan Bautista (siglos XVI-XX, gran templo barroco con bellos retablos y una notable imaginería).
- Capilla-santuario de Nuestra Señora del Carmen, donde recibe culto la patrona de la villa.
- Mirador y ermita de San Antón.
- Iglesia Parroquial de San Antonio de Padua, en Rincón de Villanueva (lugar de veneración de la Virgen del Azahar).
- Iglesia Parroquial de San José Obrero, en El Bojar. Decoración de la fachada realizada por el artista local 'Ego'.
- Iglesia de la Sagrada Familia (con obras del escultor beniajanense José Ortiz García).

### Gastronómicos
- Restaurante " Rincón Huertano "

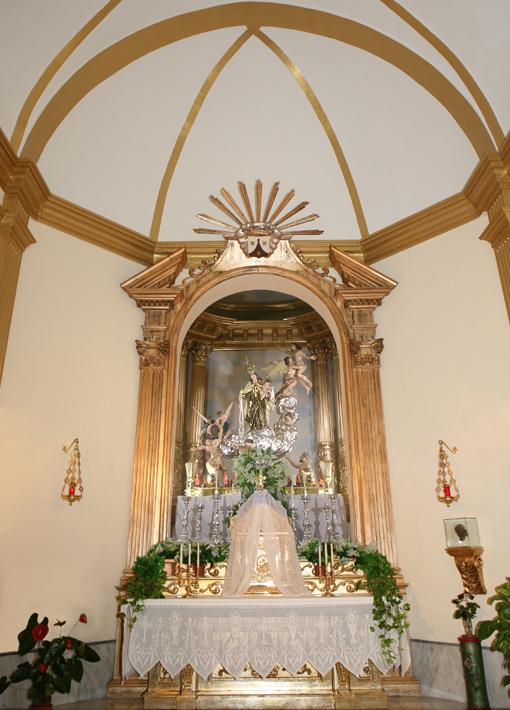
Capilla del Carmen
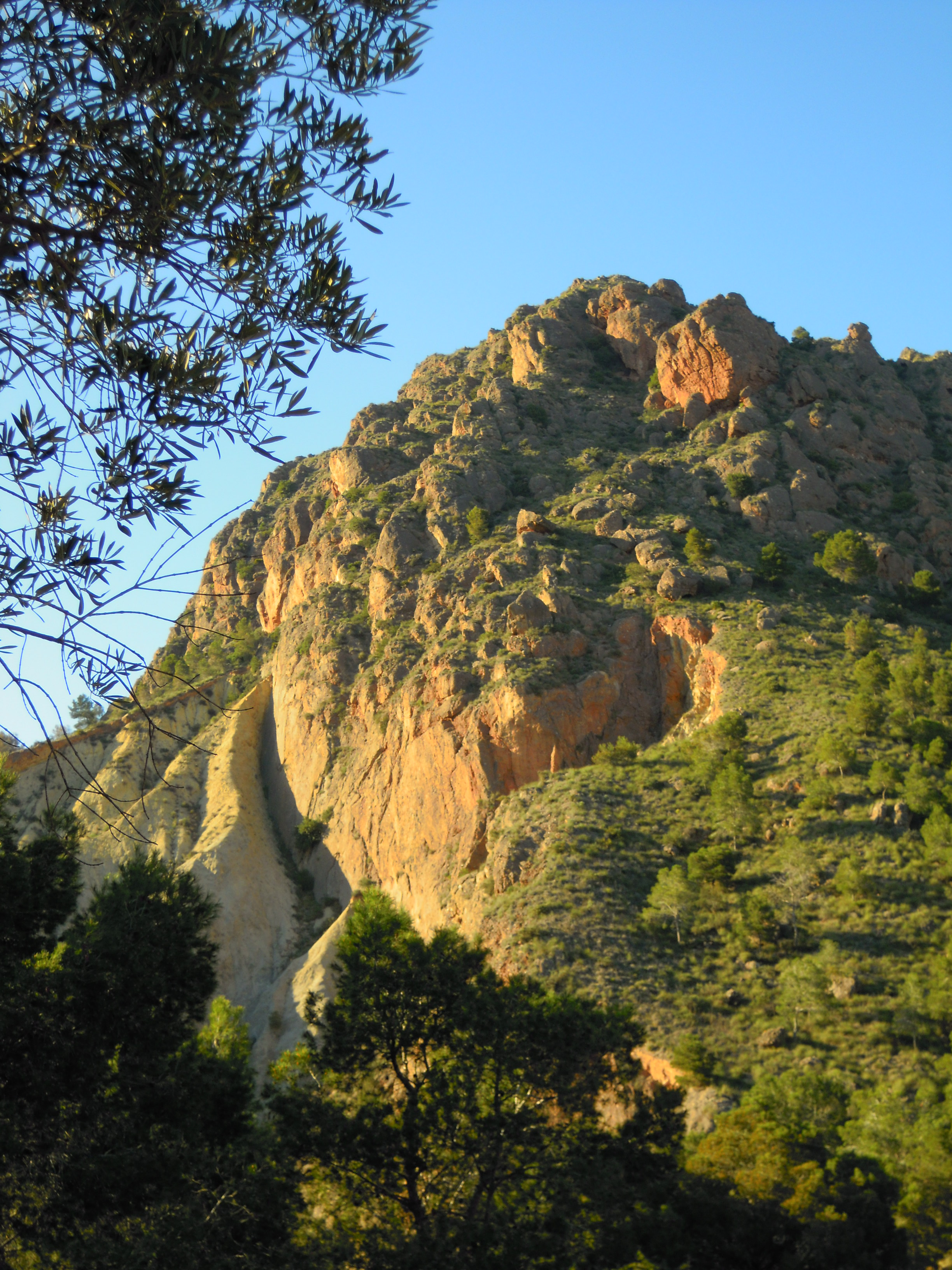
El Puntarrón de Beniaján
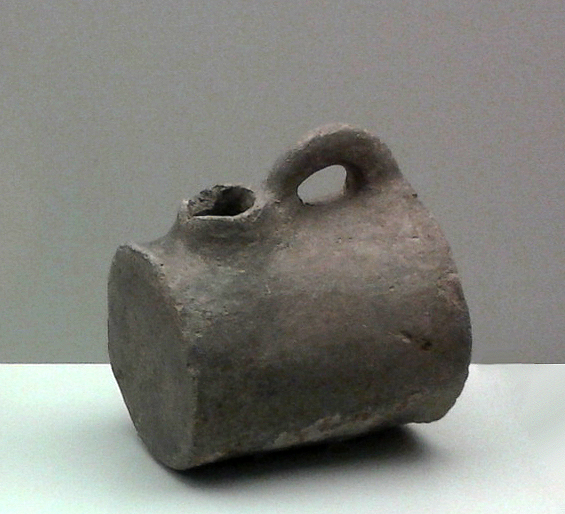
Botijo argárico
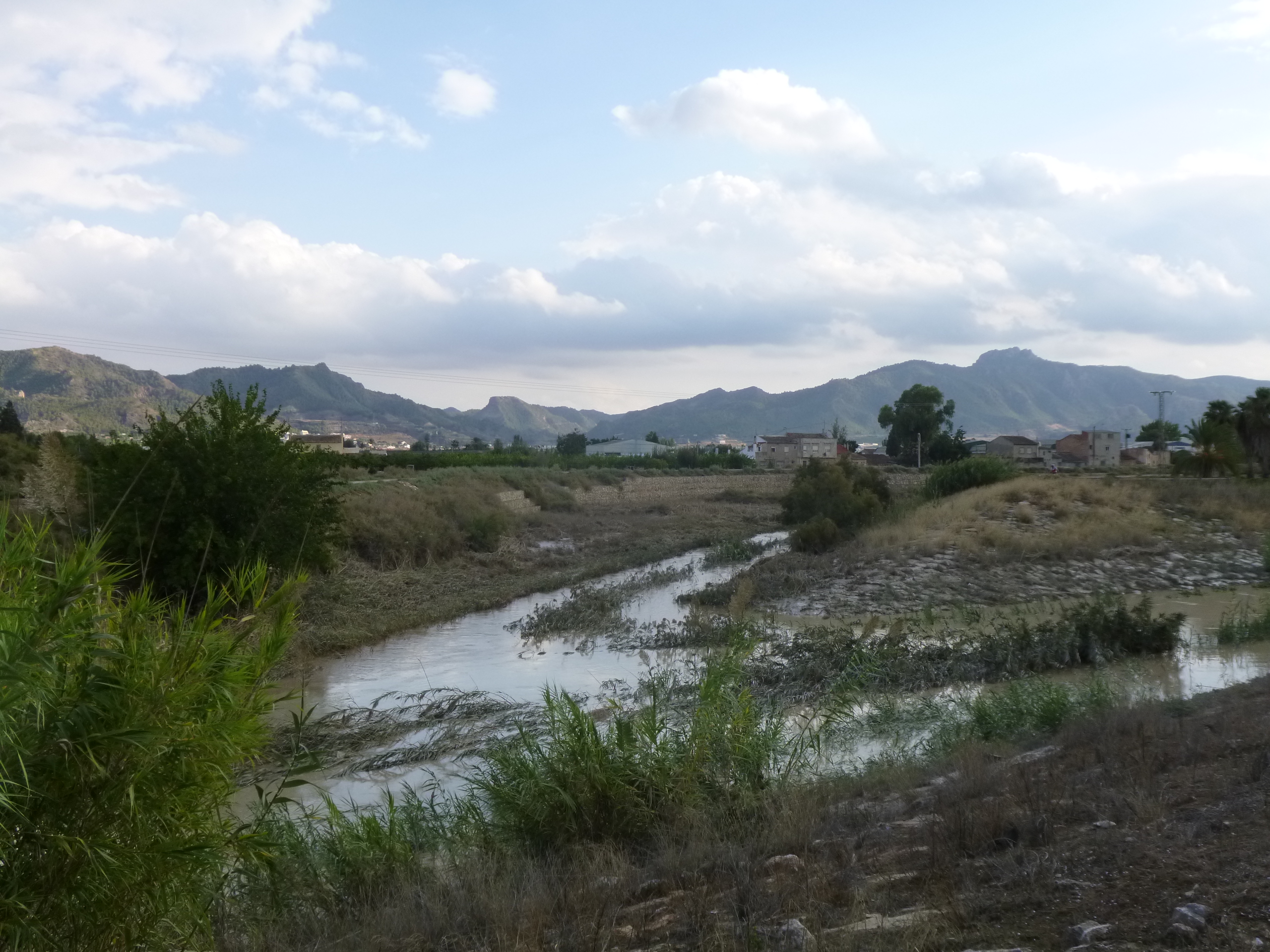
Desembocadura del Guadalentín
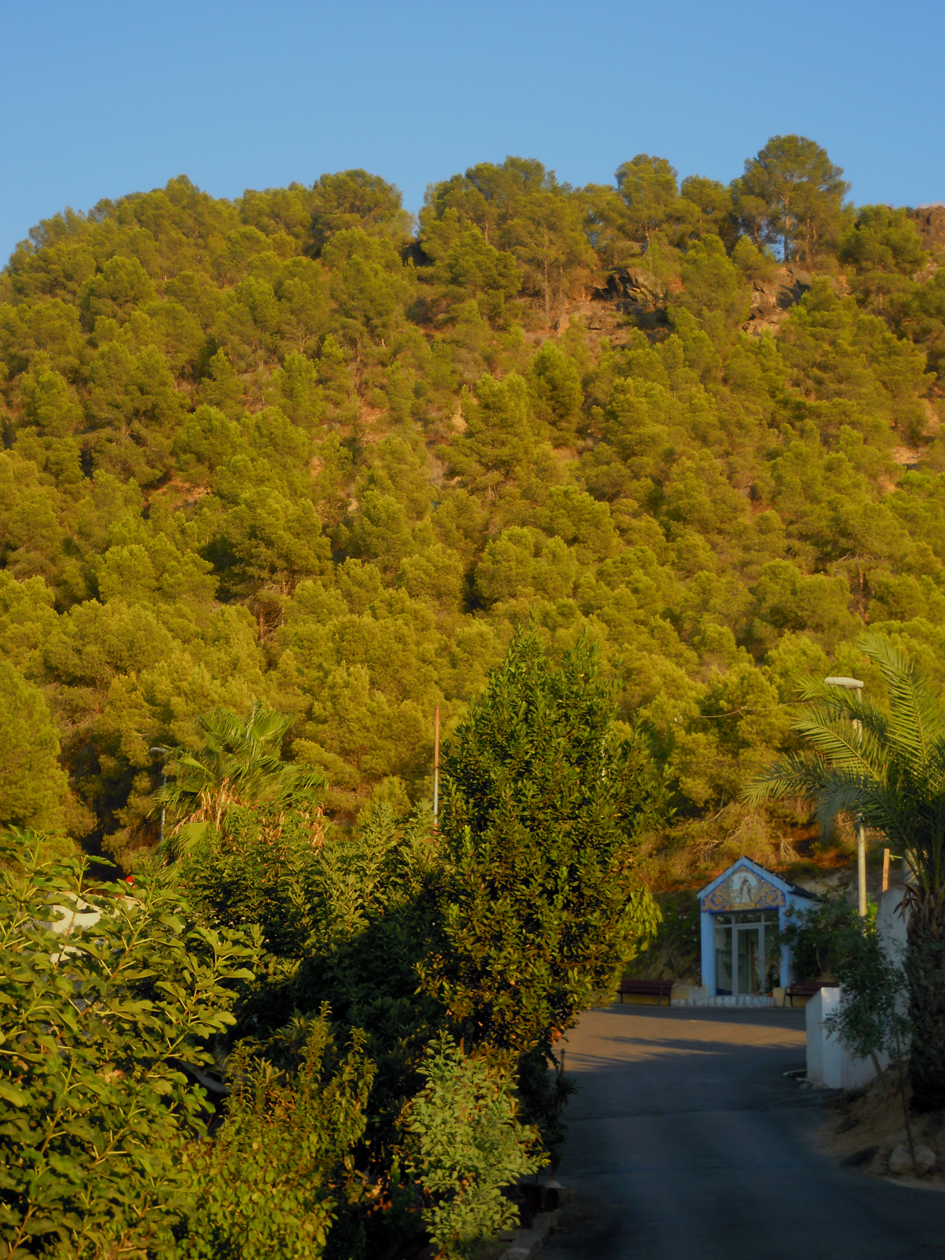
Subida a San Antón
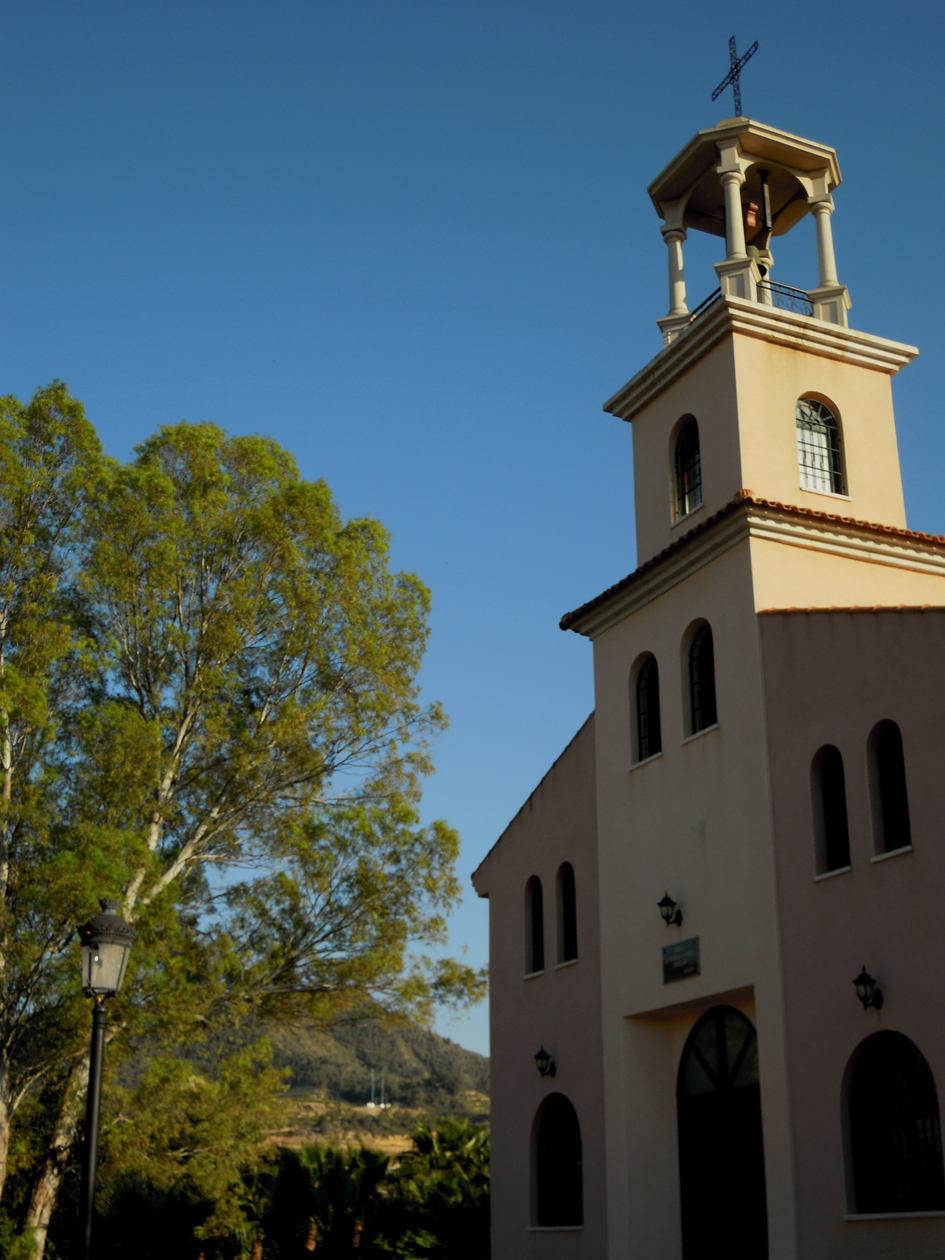
Iglesia Sagrada Familia

## Símbolos

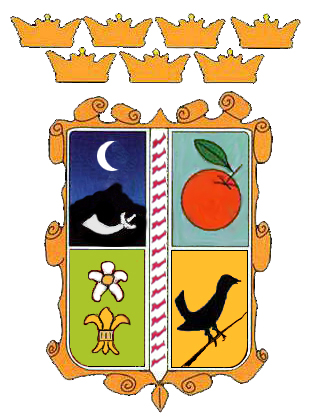
Escudo de Beniaján

Además de los símbolos que identifican Beniaján como pedanía del municipio de Murcia, se han diseñado otros símbolos propios para la localidad.

## Transportes
Beniaján cuenta con varias líneas de autobuses interurbanos que lo conectan tanto con Murcia capital (L30, L37), así como con las demás poblaciones de la Cordillera Sur, Alcantarilla y el Campus Universitario de Espinardo (L78). Otros servicios de mayor recorrido comunican con Orihuela, San Javier, San Pedro del Pinatar y Pilar de la Horadada.

## Fiestas
- San Antón (17 de enero)
- Carnaval (ver Carnaval en la Región de Murcia)
- Muestra de Teatro "Edmundo Chacour"
- Semana Santa en Beniaján
- Festividad de los Mayos y Romería de la Virgen del Azahar (1 de mayo)
- San Antonio (en torno al 13 de junio, en la barriada de Villanueva)
- Semana Cultural (en torno al 24 de junio)
- Fiestas Patronales en honor de Nuestra Señora del Carmen (semana del 16 de julio)
- Rosario de la Aurora (domingos de octubre)
- Santa Cecilia (semana del 22 de noviembre)
- La Merendona (29 de diciembre)

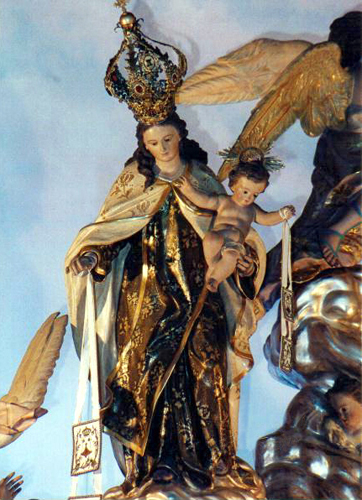
Ntra. Sra. del Carmen
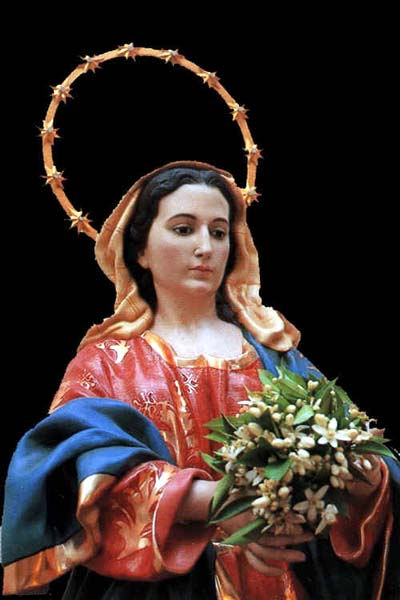
Virgen del Azahar
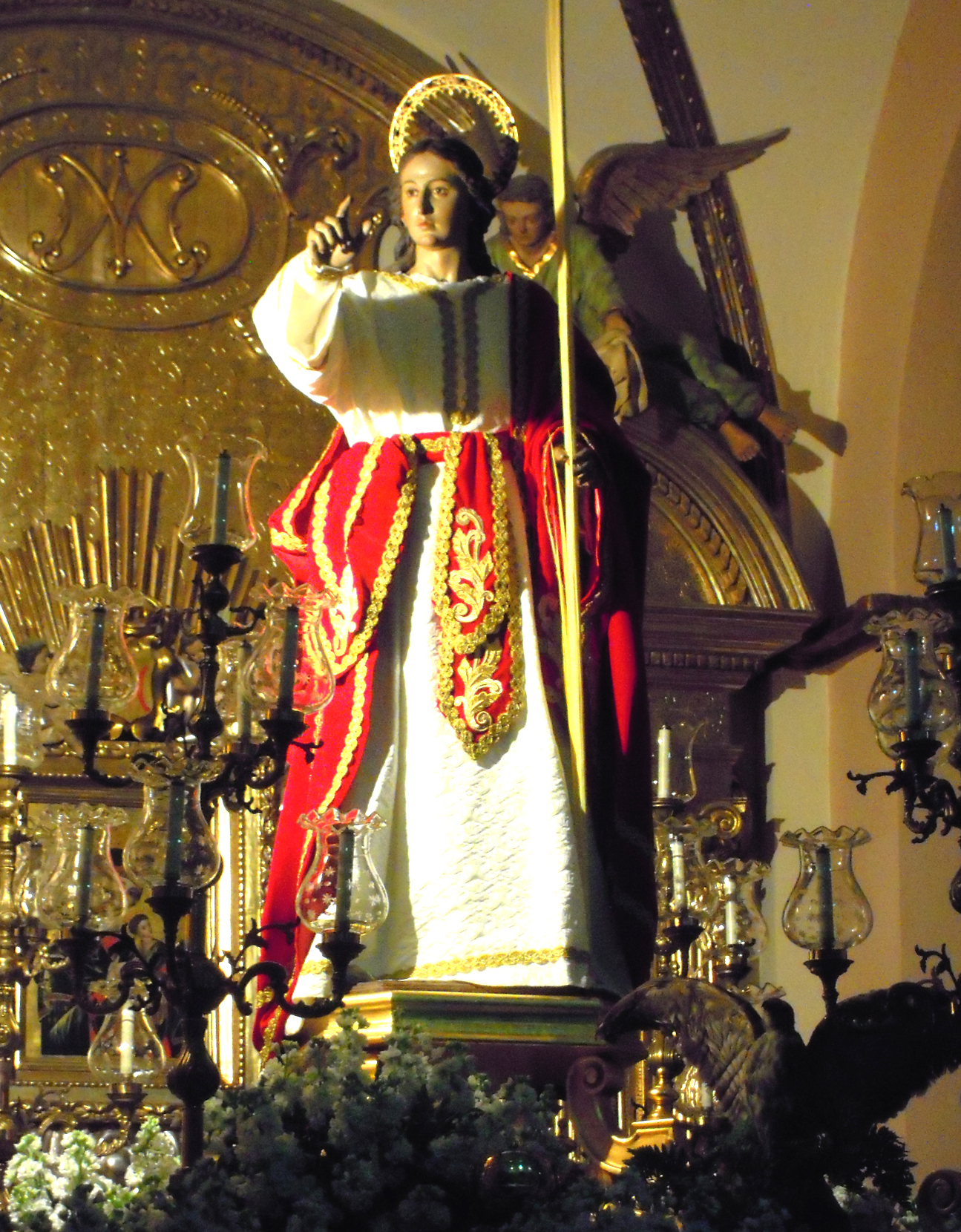
Semana Santa